# (4724) Brocken
(4724) Brocken es un asteroide perteneciente al cinturón de asteroides, descubierto el 18 de enero de 1961 por Cuno Hoffmeister y el también astrónomo Joachim Schubart desde el Observatorio Karl Schwarzschild, en Tautenburg, Alemania.

## Designación y nombre
Designado provisionalmente como 1961 BC. Fue nombrado Brocken en homenaje a la montaña Brocken, el pico más alto de las montañas de Harz que ofrece una amplia vista sobre una gran zona del norte de Alemania.

## Características orbitales
Brocken está situado a una distancia media del Sol de 2,223 ua, pudiendo alejarse hasta 2,651 ua y acercarse hasta 1,795 ua. Su excentricidad es 0,192 y la inclinación orbital 8,480 grados. Emplea 1211 días en completar una órbita alrededor del Sol.

## Características físicas
La magnitud absoluta de Brocken es 13,1.